# New Found Glory
New Found Glory (англ. New Found Glory; раніше відомий як А New Found Glory) — американський поп-панк гурт з Південної Флориди, заснований у 1997 році. Учасники: Джордан Пандік (англ. Jordan Pundik — вокал), Чед Гілберт (англ. Chad Gilbert — гітара), Стів Кляйн (англ. Steve Klein — гітара), Ян Грашка (англ. Ian Grushka — бас-гітара) и Кир Болукі (англ. Cyrus Bolooki — ударні). У 2013 році Стів Кляйн покинув гурт через «творчі розбіжності».
Стиль гурту сформувався під впливом таких виконавців періоду відродження панк-року, як Green Day, Offspring та ін. New Found Glory відомі тим, що вдало поєднали легкість звучання поп музики та енергійність панк-року. Визнані критиками як «піонери поп-панку». Виділялися дуже енергійними та запальними концертними виступами.. Станом на 2007 рік, наклад всіх виданих альбомів гурту приблизно становив 2,5 мільйона копій.
Вперше майбутні учасники гурту зустрілись у школі, і вже через деякий час видали свою першу платівку під назвою It's All About the Girls на незалежному музичному лейблі Fiddler Records. Перший повноцінний студіний альбом Nothing Gold Can Stay був виданий на Eulogy Records у 1999 році та отримав непогані відгуки критиків, а загальний наклад платівки становив 300 000 копій. Після Nothing Gold Can Stay, будучи ще підлітками, учасники гурту підписали свій перший великий контракт з Drive-Thru Records. Перша спільна робота з Drive-Thru Records — збірка каверів на пісні з кінофільмів під назвою From the Screen to Your Stereo, яка була видана у 2000 році. Пізніше, в цьому ж році, New Found Glory видає сингл Hit or Miss, який згодом досягнув 15 місця у хіт-параді US Modern Rock Chart. Пізніше альбом під одніменною назвою New Found Glory знаходився 21 тиждень у чарті Billboard 200, досягнувши 107 місця.
Протягом 2002—2004 років гурт активно гастролює, виступаючи на одній сцені з такими зірками, як Blink 182 на популярному фестивалі Warped Tour. Виступали також на розігріві у Green Day. Наступний студійний альбом гурту, Sticks and Stones, досяг четвертого місця у Billboard 200 завдяки таким хітам, як My Friends Over You (п'яте місце у Rock Chart) та Head on Collision (28 місце у цьому ж чарті). Перед виходом свого четвертого студійного альбому Catalyst гурт представив перший сингл All Downhill from Here, який зайняв одинадцяте місц Rock Chart. Сам же альбом Catalyst посів третє місце у Billboard 200 в червні 2004 року.. Наступний альбом Coming Home позначив відхід гурту від свого оригінального звучання. Незважаючи на брак промо-підтримки, альбом досяг 19-го місця у Billboard 200 і був тепло прийнятий критиками.
У наступному, 2007 році, New Found Glory видає другий альбом каверів під назвою From the Screen to Your Stereo, Part II. Після невеликого періоду без контракту на видання наступних яльбомів, гурт підписує договір з Bridge 9 Records. Першою роботою на цьому лейблі був міні-альбом Tip of the Iceberg. У 2009 році після завершення роботи над своїм новим альбомом Not Without a Fight, який був спродюсований Марком Хопусом, гурт підписав угоду з відомим незалежним лейблом Epitaph Records. Новий альбом допоміг повернути славу гурту, посівши 12 місце у Billboard 200 та перше місце у Top Independent Albums. Останній студійний альбом колективу Resurrection вийшов у 2014 році. Станом на грудень 2016 року гурт New Found Glory видав 8 студійних альбоми, 2 EP, та 3 кавер альбоми на один концертний альбом.

## Історія

### Перший ЕР It's All About The Girls та альбом Nothing Gold Can Stay (1997—1999)

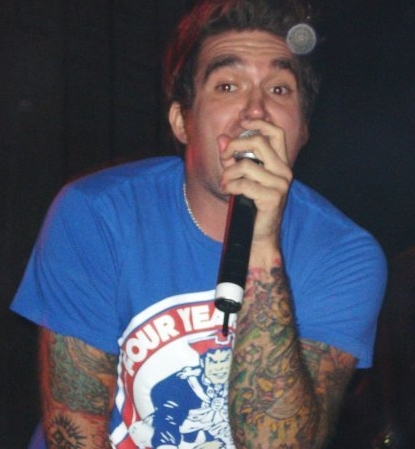
Вокаліст Джордан Пандік

Вперше учасники гурту зібрались під назвою А New Found Glory влітку 1997 року у місті Корал-Спрингс, штат Флорида. Джордан Панді та Стів Кляйн почали разом писати музику та тексти пісень. Згодом до них приєднались ударник Джо Морено та басист Іан Грашка, який до цього грав у гурті Inner City Kids. Учасники гурту перебралися до Іана в гараж, де продовжували практикуватись у грі на інструментах. Останнім до учасників колективу приєднався Чед Гілберт, колишній учасник гурту Shai Hulud.
Одразу після формування гурт почав активно гастролювати. По приблизним підрахункам самого гурту за 1997 рік вони відіграли концерти у більш ніж 100 містах. Вже в той час вони почали виступати на розігріві у таких гуртів, як Reel Beg Fish і Get Up Kids, MxPx і Unwritten Law.
Перший реліз гурту відбувся у 1997 році у вигляді міні-альбому (EP) і мав назву It's All About the Girls (у 2003 році EP був перевиданий з оновленою обкладинкою) на місцевому незалежному лейблі Fiddler Records. Він був записаний на квартирі у одного зі друзів. Після виходу першої платівки гурт залишив Джо Морено. Його замінив Кір Болукі, теперішній барабанщик New Found Glory. До цього часу склад гурту залишається незмінним. Після виходу платівки гурт вирушив у невеликий тур східним узбережжям США і зовсім скоро весь початковий тираж It's All About the Girls був розпроданий. Через деякий час на колектив звернув увагу лейбл Eulogy Records. Уже під його патронатом гурт видає восени 1999 року свій перший повноцінний альбом під назвою Nothing Gold Can Stay. В підтримку виходу альбому гурт вирушив у свій перший великий концертний тур. У той час, співзасновник Drive-Thru Records Річард Рейнс, звернув увагу на колектив та придбав права на Nothing Gold Can Stay за $5,000 Eulogy. Загальні продажі альбому склали 300 000 копій.
Слід зазначити, що у 2009 році журнал Alternative Press включив Nothing Gold Can Stay до списку 10 найвпливовіших альбомів 1999 року. Брендон Манлі писав: «Як золото ніколи не втрачає свого блиску, так і альбом Nothing Gold Can Stay виблискує через 10 років після свого виходу».

### Альбоми From The Screen To Your Stereo, New Found Glory та Sticks and Stones (2000—2003)
Після успіху альбому Nothing Gold Can Stay на гурт звернув увагу досить відомий лейбл Drive-Thru Records. Вже на ньому у 2000 році гурт випустив альбом каверів саундтреків до кінофільмів під назвою From the Screen to Your Stereo. Лейбл Drive-Thru Records мав тісні зв'язки з відомішим лейблом MCA Records. Вже наступний однойменний альбом гурту вийшов саме за підтримки MCA Records у 2000 році та досяг першого місця у чарті Billboard Heatseekers, та протримався 21 тиждень у ключовому «альбомному» чарті США Billboard 200. Дебютни сингл «Hit or Miss» досяг 15 місця у чарті US Modern Rock Chart, який допоміг гурту отримати визнання не тільки у шанувальників поп-панку, а і більш широкої аудиторії. Приблизно через рік журнал Kerrang! написав, що альбом вивів New Found Glory у вищу лігу панк-року і вони навіть потіснили королів з Blink 182. Разом із запуском альбому гурт трохи модифікувала назву, забравши літеру «А», щоб фанам легше було знайти їх платівки у магазинах. Третій студійний альбом Sticks and Stones видано у 2002 році. Ці два альбоми стали «золотими» за версією RIAA.

### Catalyst (2003—2005)
Після видання альбому Sticks and Stones учасники гурту взяли паузу для відпочинку та вирішення особистих справ. Іноді вони проводили невеликі виступи на Honda Civic Tour разом з такими гуртами, як Good Charlotte і Simple Plan. Відпочивши та набравшись сил, гурт видав в травні 2004 року новий альбом під назвою Catalyst. Альбом досяг третього місця в хіт-параді Billboard 200. У перший тиждень продажів було реалізовано 146 000 дисків. Після виходу альбому, восени 2004 року, New Found Glory вирушили у тур разом із Green Day.
Більш тяжкий стиль звучання на платівці, був відповіддю гурту на коментарі критиків, що гурт перетворився у «попсу». Чед Гілберт так прокоментував вихід альбому: «коли ми видали альбом Sticks and Stones всі почали порівнювати нас із Good Charlotte і Simple Plan. Нам це дуже не подобалось. Ми не якийсь там попсовий гурт!»
Декілька пісень з альбому увійшли до саундтреків до відео-ігор: «This Disaster» у Madden 2005, «At Least I'm Known for Something» можна почути у Burnout 3: Takedown. Catalyst став третім «золотим» альбомом New Found Glory.

### Coming Home та From The Screen To Your Stereo Part II (2005—2007)

Промо-плакат до альбому Coming Home

Після релізу Catalyst та тура у його підтримку, учасники гурту взяли паузу для підготовки до запису нового альбому. 14 червня 2006 року Чед Гілберт розповів MTV.com, що наступний альбом матиме назву «Coming Home», а його випуск має відбутися 19 вересня 2006. Також він сказав, що перший сингл It's Not Your Fault попаде у ротацію десь у липні 2006 року. Продюсером альбому був Том Пананзіо (співпрацював з Озі Озборном), що суттєво вплинуло на звучання композицій. Ритм пісень став більш повільним. Стів Кляйн так описав звучання Coming Home: «У цьому альбомі менше гітари, а більше мелодії. Платівка має більш класичне рокове звучання». Після виходу платівка була позитивно сприйнята критиками, які зазначили, що гурт подорослішав та має зріле звучання, а тексти пісень не такі підліткові. Coming Home потрапив до 10 найбільш значимих альбомів 2006 року за версією журналу Alternative Press. Незважаючи на успіх альбому, жодного додаткового синглу не було представлено, а згодом гурт розірвав відносини з Geffen Record.
From the Screen to Your Stereo, Part II був виданий 18 вересня 2007 року і став продовженням ЕР From the Screen to Your Stereo. Видавцем платівки став лейбл Drive-Thru Records. На відміну від свого попередника From the Screen to Your Stereo, Part II був повноцінним альбомом з 11 пісень та додатковим треком для японської версії та для iTunes. Єдиним синглом альбому була пісня Kiss Me, на яку було знято кліп. У березні 2008 року була видана збірка найкращих пісень Hits. До неї також увійшли дві раніше не видані пісні «Situations» та «Constant Static». Це був останній реліз гурту на музичному лейблі, Drive-Thru/Geffen перед тим, як New Found Glory підписали контракт з два незалежними лейблами Bridge Nine Records та Epitaph Records.

### Hits, Tip of The Iceberg EP та Not Without a Fight (2008—2010)

Обкладинка до EP Tip of the Iceberg

18 березня 2008 року світ побачила збірка найкращих пісень під назвою Hits. До неї увійшли 2 раніше не видані пісні «Situations» та «Constant Static». Це був останній реліз на Drive-Thru/Geffen Records. Далі гурт підписав угоду з незалежними видавцями Bridge 9 Records та Epitaph Records. У квітні 2008 року була видана компіляція із серії Punk Goes… під назвою Punk Goes Crunk, на якій була композиція New Found Glory — кавер на пісню Tennessee гурту Arrested Development. Перед цим гурт записав пісню під назвою «Heaven» для збірки Punk Goes Metal.
29 квітня гурт видав платівку з 6-ти пісень на лейблі Bridge 9 Records. EP називався Tip of the Iceberg і був виданий на CD-дисках, платівках та у цифровому форматі.
Як бонус до CD-версії, до альбому додавався диск гурту The International Superheroes of Hardcore під назвою Takin' It Ova!. Гурт The ISHC — це сайд-проект всіх учасників New Found Glory, тільки Чед Гілберт виступає у ролі вокаліста, а Джордан Пандік грає на гітарі. Інші учасники гурту грали на тих самих інструментах, що і у New Found Glory. Всі учасники The ISHC виступають під сценічними псевдонімами (наприклад, Чед це Капитан Straight edge). Був знятий відео-кліп спеціально для Інтернету на пісню Dig My Own Grave. Режисером був Джозеф Петтіселл.
Шостий студійний альбом, Not Without a Fight, представлений 10 березня 2009 року на лейблі Epitaph Records. Продюсером виступив Марк Гоппус (учасник гурту Blink 182). За словами Марка, йому дуже сподобалось працювати з New Found Glory. Перший сингл називався Listen to Your Friends. Музичне відео було знято у Лос-Анджелесі. Презентація відбулась 23 грудня 2008 року у США (включаючи iTunes та AmazonMP3), а днем раніше у Великій Британії.
Далі гурт представив EP разом з Shai Hulud. Мав назву Not Without a Heart Once Nourished by Sticks and Stones Within Blood Ill-Tempered Misanthropy Pure Gold Can Stay і продавався тільки під час туру в підтримку альбому Not Without a Fight. Було випущено тільки 500 копій.

Лімітована версія синглу Don't Let Her Pull You Down на вінілових платівках у рожевому кольорі

Наступний сингл з альбому мав назву Don't Let Her Pull You Down. Відео на пісню було представлено 15 жовтня 2009 року. А 20 жовтня була представлена лімітована версія синглу на вінілових платівках у рожевому та блакитно-білому кольорі.
17 жовтня було анонсовано, що гурт зіграє безкоштовне шоу у своїй студії у Південній Флориді. Послухати улюблений колектив прийшло близько 120 фанів, які мали змогу самі вибрати, які треки гурт зіграє на цьому міні-концерті.
У кінці 2009 сайт AbsolutePunk повідомив, що у турі на підтримку альбому Not Without a Fight разом з New Found Glory будуть виступати Dashboard Confessional. Згодом Чед Гілберт зазначив, що гурт репетирує пісні Dashboard Confessional для можливого запису спільного EP. Через кілька днів він підтвердив вихід альбому на своїй сторінці у Twitter. Незадовго до початку туру було розповсюджено офіційну інформацію, що Dashboard Confessional не прийме учать у турі. Незважаючи на відміну участі у турі Dashboard Confessional спільний альбом Swiss Army Bromance був виданий накладом 2 500 копій.

## Альбом Radiosurgery: 2010-теперішній час
Спеціальна версія альбому New Found Glory, присвячена десятій річниці його виходу була представлена 26 січня 2010 на Geffen Records. До його видання увійшли додаткові матеріали, такі, як перші замітки про альбом, демо-записи, DVD The Story So Far, та ремікс першого синглу Hit or Miss у обробці Джері Фінна. До виходу платівки був анонсований концертний тур, у якому гурт виступив разом з такими гуртами як Saves the Day, Hellogoodbye та Fireworks. Того є року 29 та 30 травня New Found Glory були основними виконавцями на фестивалі SlamDunk Festival.

## Музичний стиль та вплив на жанр
Гурт New Found Glory грає у переважній більшості енергійний поп-панк. Поєднує тексти на приспіви характерні для пауер-попу та енергійні мелодії панк-року. Їхній стиль характерний для періоду відродження панк-року (період після 1993 року) and «alternative rock».. Іноді можна знайти визначення стилю як «альтернативний рок».
Платівка Tip of the Iceberg — найбільш панкова, в той же час у альбомі Catalyst чітко виражене більш тяжке звучання. Coming Home — це класичний роковий стиль з повільними мелодіями.
Стів Кляйн є автором більшості пісень, в той час як Чед Гілберт пише музику. За словами бас-гітариста гурту Іана Грашки більшість текстів пісень засновані на реальних подіях з життя учасників колективу. Стів Кляйн у свою чергу зазначає, що у кожному новому альбомі гурт намагається записати щось нове, не схоже на попередні альбоми.
Великий вплив на творчість колективу зробили хардкор гурти Hatebreed та Madball, а також панк-гурт Green Day.

## Відеокліпи
Перший кліп гурту був знятий на пісню Hit or Miss. За сюжетом учасників гурту ловили поліцейські за різні речі, такі як купівлю дисків Backstreet Boys або бігання по вулиці зі спущеними штанами. У 2000 році пісня була перероблена для нового альбому, і на неї відзнято новий кліп. У відео учасники гурту прокидаються дуже пізно і поспішають на свій виступ, потрапляючи у різні кумедні ситуації. На наступний сингл Dressed to Kill теж було знято кліп. У ньому йде мова про хлопця, який по вуха закоханий у сусідку. Роль дівчини у кліпі зіграла актриса Рейчел Лі Кук. У наступному кліпі на пісню My Friends Over You гурт грає перед своїми шанувальниками. У відео є камео трьох учасників гурту Transplants, а також Броді Делл з The Distillers. Наступне відео на пісню Head on Collision знято у стилі старої німої комедії. Кліп на сингл «All Downhill from Here» знятий у тому ж стилі, що й обкладинка альбому Catalyst. Відео зроблено при співпраці з французькою анімаційною студією No Brain. Вони створили вигаданий світ, населений химерними істотами, а серед них грають учасники гурту New Found Glory. У кліпі «Failure's Not Flattering» учасники гурту стають дуже маленькими, у той час, як оживають обкладинки журналів та екран телевізору. На третій сингл з альбому Catalyst під назвою «I Don't Wanna Know» було знято нехарактерний кліп (слід також зазначити, що сама пісня теж суттєво відрізнялась від усіх попередніх робот гурту). Це єдиний кліп гурту без юмору. У ньому показано складні відносини між хлопцем та дівчиною у різні періоди їхнього життя, але у незмінному місці — на лавці у парку. У кліпі «It's Not Your Fault» хлопець із дівчиною виходять на вулицю майже голі. Поки пара гуляє вулицями, вони знаходять різні частини свого одягу, а у кінці кліпу повністю одягаються. У певний момент пара проходить недалеко від сцени де виступає гурт. Кліп «Kiss Me» знятий в Лінкрофте, штат Нью-Джерсі. В ньому головну роль виконує Чейз Доддз, ударник колективу Classic Addict. Також в кліпі з'явилась Хейлі Уілльямс, вокалістка гурту Paramore. У найновішому кліпі на пісню «Listen to Your Friends» учасники гурту грають бійців у турнірі боїв без правил. На сингл з альбому під назвою Don't Let Her Pull You Down було знято відео у формі фільму про зомбі. За сюжетом учасників гурту переслідують дівчата-зомбі. 15 жовтня 2009 року відбувся офіційний реліз відео-кліпу.

## Учасники

### Нинішні учасники
- Джордан Пандік — вокал (1997 — наші дні)
- Чед Гілберт — гітара, бек-вокал, композитор (1997 — наші дні)
- Іан Грашка — бас-гітара (1997 — наші дні), бек-вокал (2013 — наші дні)
- Кір Болукі — ударні (1997 — наші дні)

### Минулі учасники
- Джо Морено — ударні (1997)
- Стів Кляйн — гітара, автор пісень (1997 — 2013)

### Учасники у турах
- Джеймс Дьюї — клавішні (2004—2005)
- Майкл Бетанкор — клавішні (2005 — наші дні)

## Лейбли
- Fiddler Records (1997)
- Eulogy Records (1999)
- Drive-Thru Records/Geffen Records (2000—2007)
- Bridge 9 Records (2008 — наши дни)
- Epitaph Records (2009 — наши дни)

## Дискографія

### Студійні альбоми
- Nothing Gold Can Stay (1999)
- New Found Glory (2000)
- Sticks and Stones (2002)
- Catalyst (2004)
- Coming Home (2006)
- Not Without a Fight (2009)
- Radiosurgery (2011)
- Resurrection (2014)
- Makes Me Sick (2017)

### EP
- It's All About the Girls (1997)
- Tip of the Iceberg (2008)
- A Very New Found Glory Christmas (2012)

### Сингли
- Hit or Miss (з альбому Nothing Gold Can Stay) (1999)
- Hit or Miss (з альбому New Found Glory) (2000)
- Dressed to Kill (з альбому New Found Glory) (2000)
- My Friends Over You (з альбому Sticks and Stones) (2002)
- Head on Collision (з альбому Sticks and Stones) (2002)
- Understatement (з альбому Sticks and Stones) (2003)
- Ex-Miss (з альбому Sticks and Stones) (2003)
- All Downhill from Here (з альбому Catalyst) (2004)
- Truth of My Youth (акустична версія) (з альбому Catalyst) (2004)
- Failure's Not Flattering (з альбому Catalyst) (2004)
- I Don't Wanna Know (з альбому Catalyst) (2005)
- It's Not Your Fault (з альбому Coming Home) (2006)
- Kiss Me (з альбому From the Screen to Your Stereo, Part II) (2007)
- Dig My Own Grave (з альбому Tip of the Iceberg) (2008)
- Listen to Your Friends (з альбому Not Without a Fight) (2008)
- Don't Let Her Pull You Down (з альбому Not Without a Fight) (2009)
- Radiosurgery (з альбому Radiosurgery) (2011)
- Anthem for the Unwanted (з альбому Radiosurgery) (2011)
- Summer Fling, Don't Mean a Thing (з альбому Radiosurgery) (2012)

### Компіляції
- Hits (2008)

### Кавер-альбоми
- From the Screen to Your Stereo (2000)
- From the Screen to Your Stereo, Part II (2007)

### Спільні альбоми
- Not Without a Heart Once Nourished by Sticks and Stones Within Blood Ill-Tempered Misanthropy Pure Gold Can Stay (2009)
- Swiss Army Bromance (2010)

### DVD
- The Story So Far (2002)
- This Disaster: Live in London (2004)